# تومي شيلدز
تومي شيلدز (بالإنجليزية: Tommy Shields)‏ هو لاعب كرة قاعدة أمريكي، ولد في 14 أغسطس 1964 في فيرفاكس في الولايات المتحدة.

## وصلات خارجية
- تومي شيلدز على موقعبيزبول رفرنس.كوم (الدوري الرئيسي) (الإنجليزية)
- تومي شيلدز على موقعبيزبول رفرنس.كوم (الدوري الثانوي) (الإنجليزية)